# ERBB3
Receptorska tirozinska proteinska kinaza erbB-3 (HER3, receptor 3 ljudskog epidermalnog faktora rasta) membranski je protein koji je kod ljudi kodiran ERBB3 genom. ErbB3 je član familjie receptora epidermalnog faktora rasta (EGFR/ERBB) koji su receptorske tirozinske kinaze.

## Gen i izražavanje
Ljudski ERBB3 gen je lociran na dugačkoj ruci hromozoma 12 (12q13). On je kodiran sa 23,651 parova baza i translira se u 1342 aminokiselina.
Tokom razvića čoveka, ERBB3 je izražen u koži, kostima, mišićima, nervnom sistemu, srcu, plućima, i intestinalnom epitelu. ERBB3 je izražed kod normalnih odraslih ljudi u gastrointestinalnom traktu, reproduktivnom sistemu, koži, nervnom sistemu, urinarnom trakti, i endokrinom sistemu.

## Literatura
- Corfas G, Roy K, Buxbaum JD (2004). „Neuregulin 1-erbB signaling and the molecular/cellular basis of schizophrenia”. Nat. Neurosci. 7 (6): 575—80. PMID 15162166. doi:10.1038/nn1258.
- Plowman GD, Whitney GS, Neubauer MG,  . (1990). „Molecular cloning and expression of an additional epidermal growth factor receptor-related gene”. Proc. Natl. Acad. Sci. U.S.A. 87 (13): 4905—9. PMC 54229 . PMID 2164210. doi:10.1073/pnas.87.13.4905.
- Kraus MH, Issing W, Miki T,  . (1990). „Isolation and characterization of ERBB3, a third member of the ERBB/epidermal growth factor receptor family: evidence for overexpression in a subset of human mammary tumors”. Proc. Natl. Acad. Sci. U.S.A. 86 (23): 9193—7. PMC 298460 . PMID 2687875. doi:10.1073/pnas.86.23.9193.
- Alimandi M, Romano A, Curia MC,  . (1995). „Cooperative signaling of ErbB3 and ErbB2 in neoplastic transformation and human mammary carcinomas”. Oncogene. 10 (9): 1813—21. PMID 7538656.
- Wallasch C, Weiss FU, Niederfellner G,  . (1995). „Heregulin-dependent regulation of HER2/neu oncogenic signaling by heterodimerization with HER3”. EMBO J. 14 (17): 4267—75. PMC 394510 . PMID 7556068.
- Horan T, Wen J, Arakawa T,  . (1995). „Binding of Neu differentiation factor with the extracellular domain of Her2 and Her3”. J. Biol. Chem. 270 (41): 24604—8. PMID 7592681. doi:10.1074/jbc.270.41.24604.
- Shintani S, Funayama T, Yoshihama Y,  . (1995). „Prognostic significance of ERBB3 overexpression in oral squamous cell carcinoma”. Cancer Lett. 95 (1–2): 79—83. PMID 7656248. doi:10.1016/0304-3835(95)03866-U.
- Katoh M, Yazaki Y, Sugimura T, Terada M (1993). „c-erbB3 gene encodes secreted as well as transmembrane receptor tyrosine kinase”. Biochem. Biophys. Res. Commun. 192 (3): 1189—97. PMID 7685162. doi:10.1006/bbrc.1993.1542.
- Culouscou JM, Plowman GD, Carlton GW,  . (1993). „Characterization of a breast cancer cell differentiation factor that specifically activates the HER4/p180erbB4 receptor”. J. Biol. Chem. 268 (25): 18407—10. PMID 7689552.
- Zelada-Hedman M, Werer G, Collins P,  . (1995). „High expression of the EGFR in fibroadenomas compared to breast carcinomas”. Anticancer Res. 14 (5A): 1679—88. PMID 7847801.
- Carraway KL, Sliwkowski MX, Akita R,  . (1994). „The erbB3 gene product is a receptor for heregulin”. J. Biol. Chem. 269 (19): 14303—6. PMID 8188716.
- Shintani S, Funayama T, Yoshihama Y,  . (1996). „Expression of c-erbB family gene products in adenoid cystic carcinoma of salivary glands: an immunohistochemical study”. Anticancer Res. 15 (6B): 2623—6. PMID 8669836.
- Chang H, Riese DJ, Gilbert W,  . (1997). „Ligands for ErbB-family receptors encoded by a neuregulin-like gene”. Nature. 387 (6632): 509—12. PMID 9168114. doi:10.1038/387509a0.
- Carraway KL, Weber JL, Unger MJ,  . (1997). „Neuregulin-2, a new ligand of ErbB3/ErbB4-receptor tyrosine kinases”. Nature. 387 (6632): 512—6. PMID 9168115. doi:10.1038/387512a0.
- Fiddes RJ, Campbell DH, Janes PW,  . (1998). „Analysis of Grb7 recruitment by heregulin-activated erbB receptors reveals a novel target selectivity for erbB3”. J. Biol. Chem. 273 (13): 7717—24. PMID 9516479. doi:10.1074/jbc.273.13.7717.
- Jones JT, Ballinger MD, Pisacane PI,  . (1998). „Binding interaction of the heregulinbeta egf domain with ErbB3 and ErbB4 receptors assessed by alanine scanning mutagenesis”. J. Biol. Chem. 273 (19): 11667—74. PMID 9565587. doi:10.1074/jbc.273.19.11667.
- Lee H, Maihle NJ (1998). „Isolation and characterization of four alternate c-erbB3 transcripts expressed in ovarian carcinoma-derived cell lines and normal human tissues”. Oncogene. 16 (25): 3243—52. PMID 9681822. doi:10.1038/sj.onc.1201866.
- Vijapurkar U, Cheng K, Koland JG (1998). „Mutation of a Shc binding site tyrosine residue in ErbB3/HER3 blocks heregulin-dependent activation of mitogen-activated protein kinase”. J. Biol. Chem. 273 (33): 20996—1002. PMID 9694850. doi:10.1074/jbc.273.33.20996.
- Yoo JY, Hamburger AW (1999). „Interaction of the p23/p198 protein with ErbB-3”. Gene. 229 (1–2): 215—21. PMID 10095121. doi:10.1016/S0378-1119(98)00604-0.
- Lin J, Adam RM, Santiestevan E, Freeman MR (1999). „The phosphatidylinositol 3'-kinase pathway is a dominant growth factor-activated cell survival pathway in LNCaP human prostate carcinoma cells”. Cancer Res. 59 (12): 2891—7. PMID 10383151.